# Alfonso Bernardo de los Ríos y Guzmán
Alfonso Bernardo de los Ríos y Guzmán, O.SS.T. (1626 – 5 de outubro de 1692) foi um prelado católico romano que serviu como arcebispo de Granada de 1677 a 1692, de 1671 a 1677 e bispo de Santiago de Cuba de 1668 a 1669.

## Biografia
Alfonso Bernardo de los Ríos y Guzmán nasceu em Granada, Espanha e foi ordenado sacerdote na Ordem da Santíssima Trindade. Em 17 de setembro de 1668, foi nomeado durante o papado do Papa Clemente IX como bispo de Santiago de Cuba. Recebeu a ordenação episcopal em 1669, em Cartagena, por Antonio Sanz Lozano, Bispo de Cartagena. Em 16 de novembro de 1671, foi nomeado durante o papado do Papa Clemente X como bispo de Ciudad Rodrigo. Durante o papado do Papa Inocêncio XI, em 13 de setembro de 1677, foi nomeado como arcebispo de Granada, onde serviu até sua morte.

Enquanto arcebispo, Dom Alfonso foi o principal co-consagrador do Arcebispo Martín Ascargorta (1690).